# Joël Kimwaki
Joël Kimwaki Mpela, (Kinshasa, 14 de outubro de 1986) geralmente referido como Kimwaki, é um ex-futebolista congolês que atuava como zagueiro ou volante.

## Carreira

### Palmarès
Em Clubes
- Finalista da Campeonato Mundial de Clubes em 2010 com o Tout Puissant Mazembe.[5]
- Vencedor do Campeonato Nacional de Futebol da República Democrática do Congo, em 2011, 2012, 2013, 2014 e 2016 com o Tout Puissant Mazembe
- Vencedor da Liga dos Campeões da CAF em 2010 e 2015 com o TP Mazembe.
- Vencedor da Supercopa Africana, em 2010 e 2015 com o TP Mazembe.
- Finalista da Taça da Confederação Africana de Futebol em 2013 com o TP Mazembe.

Na Selecção Nacional
- Vencedor do Campeonato Africano das Nações (Chan) 2009 e 2016 com a RD Congo.
- Terceiro do Campeonato Africano das Nações de 2015 com a República Democrática do Congo.